# Reserve (Kansas)
Reserve és una població dels Estats Units a l'estat de Kansas. Segons el cens del 2000 tenia 100 habitants.

## Demografia
Segons el cens del 2000, Reserve tenia 100 habitants, 50 habitatges, i 21 famílies. La densitat de població era de 351 habitants/km².
Dels 50 habitatges en un 24% hi vivien nens de menys de 18 anys, en un 34% hi vivien parelles casades, en un 6% dones solteres, i en un 58% no eren unitats familiars. En el 48% dels habitatges hi vivien persones soles el 22% de les quals corresponia a persones de 65 anys o més que vivien soles. El nombre mitjà de persones vivint en cada habitatge era de 2 i el nombre mitjà de persones que vivien en cada família era de 3,1.
Per edats la població es repartia de la següent manera: un 22% tenia menys de 18 anys, un 8% entre 18 i 24, un 28% entre 25 i 44, un 21% de 45 a 60 i un 21% 65 anys o més.
L'edat mediana era de 42 anys. Per cada 100 dones de 18 o més anys hi havia 122,9 homes.
La renda mediana per habitatge era de 13.333 $ i la renda mediana per família de 28.125 $. Els homes tenien una renda mediana de 22.188 $ mentre que les dones 18.958 $. La renda per capita de la població era de 12.343 $. Entorn del 6,7% de les famílies i el 24,7% de la població estaven per davall del llindar de pobresa.

## Poblacions més properes
El següent diagrama mostra les poblacions més properes.